# Oreichalkos
Oreichalkos (altgriechisch ὀρείχαλκος oreíchalkos, aus ὄρος óros, deutsch ‚Berg‘ und χαλκός chalkós, deutsch ‚Kupfer‘, also „Bergkupfer“) ist die griechische Bezeichnung für Messing, also eine Legierung aus Kupfer und Zink im Verhältnis 4:1.
Den antiken Griechen zufolge wurde das Metall von Kadmos, dem mythischen griechisch-phönizischen König von Theben erfunden. Der griechische Philosoph Platon berichtet in seinem Dialog Kritias, dass Oreichalkos ein „feurig schimmerndes Metall“ sei, das die Bewohner von Atlantis „nach Gold“ am meisten schätzten.

## Überlieferung

### Antikes Griechenland
Oreichalkos wird erstmals erwähnt in dem Homerischen Hymnos an Aphrodite und in dem Hesiod zugeschriebenen Epyllion „Schild des Herakles“, worin aus diesem Metall unter anderem Beinschienen gefertigt werden.
Platon erwähnt Oreichalkos in seinem Dialog Kritias und beschreibt es als „feurig schimmerndes Metall“ (Kritias 116c). Es sei das Material, das die Bewohner von Atlantis „nach dem Gold“ am meisten wertschätzten (Kritias 114e) und womit ihre Königsburg und der darin liegende Tempel überzogen und verziert gewesen sei. Oreichalkos hätte man an mehreren Stellen der Insel Atlantis geschürft (Kritias 114e), doch gibt Platon nicht genauer an, welches Metall damit gemeint sei.
Der griechische Geograph Strabon (circa 63 v. Chr. bis 26 n. Chr.) schreibt: „Nah bei Andeira gibt es einen Stein, der [...] Zink absondert, und dies unter Zufügung von Kupfer ergibt die 'Mischung', wie man sagt, die von manchen Oreichalkos genannt wird.“ Andeira befand sich 80 Kilometer südöstlich von Troja. In Palästina wurde Messing bereits in der späten Bronzezeit hergestellt.
Pausanias (etwa 150 n. Chr.) gebraucht den Begriff Oreichalkos etwa 500 Jahre nach Platon einmal in seiner „Perihegese“. Da er den Begriff nicht erklärt und auch sonst kein weiteres Wort darüber verliert, scheint Oreichalkos zu seiner Zeit allgemein bekannt gewesen zu sein.
Im Neugriechischen bedeutet Oreichalkos ebenfalls Messing, seltener Bronze, was die Vermutung erhärtet, es könnte in der Antike dasselbe bedeutet haben. John Chadwick übersetzte 1990 das in Linearschrift B geschriebene ka-ko mit altgriechischem Lautäquivalent kha(l)ko(s) als „Bronze“.

### Antikes Rom
Die Römer übernahmen den Begriff als lateinisch aurichalcum und bezeichneten damit eine Kupfer-Zink-Legierung (= Messing) von goldähnlicher Farbe, der man mehr Wert als reinem Kupfer beimaß und die zur Münzprägung verwendet wurde. Seit der Münzreform des Augustus wurden der 27,3 Gramm wiegende Sesterz und sein Halbstück Dupondius aus dieser Legierung im Verhältnis von etwa vier Teilen Kupfer zu einem Teil Zink hergestellt. Unter Philippus Arabs sank der Zinkanteil auf bis zu fünf Prozent. Im Mittelalter stand aurichalcum auch für Goldschaum.

## Archäologie
2014 wurde in 3 m Tiefe und 300 m von der Hafeneinfahrt der Stadt Gela (im Süden Siziliens) entfernt ein 2600 Jahre altes Schiffswrack gefunden, das 39 Barren eines gelblichen Metalls enthielt. Den Beschreibungen antiker Quellen zufolge könnte es sich bei dem Fund um Barren aus dem Metall Oreichalkos handeln. Die anschließend durchgeführte Röntgenfluoreszenzanalyse ergab eine Zusammensetzung von 75–80 % Kupfer, 15–20 % Zink und kleine Mengen von Nickel, Blei und Eisen. Die Bergung der Barren aus dem Schiffswrack erfolgte durch die sizilianische Meeresbehörde. Eine vollständige Bergung des gesamten Wracks ist vorgesehen.

## Alchemie
In der Alchemie und verschiedenen magischen Systemen versteht man unter Orichalkum verschiedene sagenhafte Legierungen aus je nach Quelle Gold, Silber, Kupfer und Quecksilber oder anderen Ausgangsstoffen. Dem Orichalkum werden übernatürliche Kräfte zugeschrieben, es finden sich phantasievolle Bezeichnungen wie Elfengold dafür und auch hier werden gerne Verbindungen zu einem mythisch interpretierten Atlantis gezogen, all dies ist jedoch sehr spekulativ und verworren und hält wissenschaftlicher Überprüfung nicht stand. Verschiedene Prozesse, bei denen aus zink- und kupferhaltigen Verbindungen Orichalkum gewonnen werden konnte, dienten als Beweis, dass aus unedlen Ausgangsstoffen ein edleres Metall gewonnen werden kann; freilich gelang es dabei nicht, echtes Gold herzustellen, was lange Zeit ein Ziel der Alchemie war.